# کاتد داغ

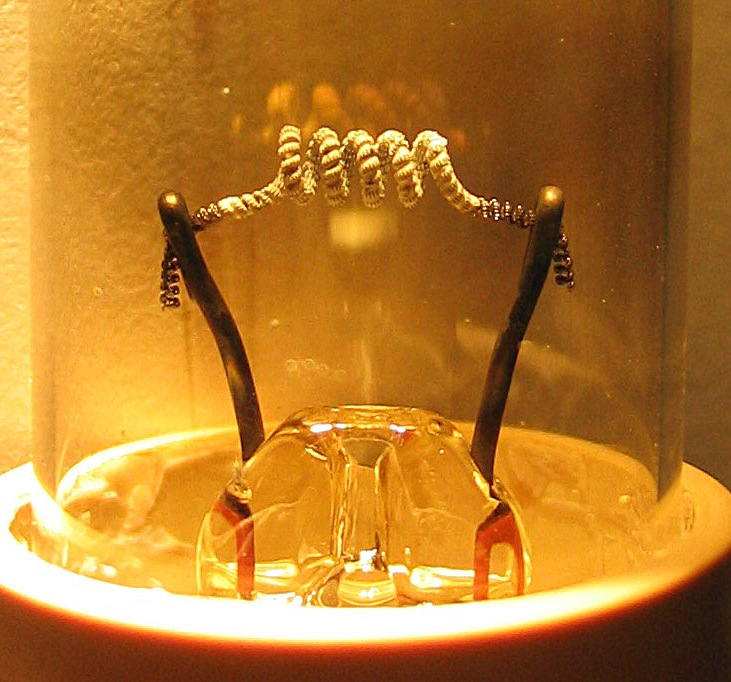
یک رشته تنگستن در یک لامپ تخلیه گاز جیوه کم فشار که الکترون گسیل می‌کند. برای افزایش تابش الکترون، یک پوشش گسیل گرمایونی اعمال می‌شود که در قسمت مرکزی سیم پیچ قابل مشاهده است. این پوشش که معمولاً از مخلوطی از اکسیدهای باریم، استرانسیوم و کلسیم ساخته می‌شود، از طریق استفاده معمولی پاشیده می‌شود و در نهایت منجر به خرابی لامپ می‌شود.

کاتد داغ یا کاتد گرمایونی که در لامپ‌های خلاء و لوله‌های تخلیه وجود دارند، الکترود کاتدی ای هستند که گرم می‌شود تا در اثر گسیل گرمایونی، الکترون گسیل کند. کاتد سرد برخلاف کاتد گرم المنت حرارتی ندارد. المنت حرارتی معمولاً یک رشته الکتریکی است که توسط جریان الکتریکی جداگانه ای که از آن عبور می‌کند گرم می‌شود. کاتدهای گرم معمولاً به چگالی توان بسیار بالاتری نسبت به کاتدهای سرد دست می‌یابند و الکترون‌های بسیار بیشتری را از همان سطح گسیل می‌کنند. کاتدهای سرد به گسیل میدانی الکترون یا گسیل الکترون ثانویه از بمباران یونی مثبت متکی هستند و نیازی به گرمایش ندارند. دو نوع کاتد داغ وجود دارد. نوع اول کاتدی که مستقیماً گرم می‌شود، رشته کاتد است و الکترون گسیل می‌کند. نوع دوم کاتدی که به‌طور غیرمستقیم گرم می‌شود، رشته یا گرمکن یک الکترود فلزی کاتدی جداگانه را گرم می‌کند که الکترون‌ها را گسیل می‌کند.
از دهه ۱۹۲۰ تا ۱۹۶۰، طیف گسترده‌ای از دستگاه‌های الکترونیکی از لامپ‌های خلاء کاتد داغ استفاده می‌کردند. امروزه از کاتدهای داغ به عنوان منبع الکترون در لامپ‌های فلورسنت، لامپ‌های خلاء و تفنگ‌های الکترونی مورد استفاده در لامپ‌های پرتوی کاتدی و تجهیزات آزمایشگاهی مانند میکروسکوپ‌های الکترونی استفاده می‌شود.

## شرح
یک الکترود کاتدی در یک لامپ خلاء یا سیستم خلاء، یک سطح فلزی است که الکترون‌ها را به فضای خلاء لامپ گسیل می‌کند. از آنجایی که الکترون‌های دارای بار منفی به سمت هسته‌های مثبت اتم‌های فلز جذب می‌شوند، معمولاً در داخل فلز می‌مانند و برای خروج از آن به انرژی نیاز دارند. این انرژی تابع کار فلز نامیده می‌شود. با گرم شدن سطح کاتد داغ توسط یک رشته مثل یک سیم نازک از فلز نسوز مانند تنگستن که جریان از آن می‌گذرد، کاتد الکترون گسیل می‌کند. کاتد تا دمایی گرم می‌شود که باعث می‌شود الکترون‌ها از سطح فلز به خلاء پرتاب شوند و این فرایند گسیل گرمایونی نام دارد.
دو نوع کاتد داغ وجود دارد:
کاتدی که به‌طور مستقیم گرم می‌شود :
در این نوع، فیلامنت خود کاتد است و مستقیماً الکترون‌ها را گسیل می‌کند. در اولین لامپ‌های خلاء، از این نوع کاتد استفاده می‌شد. امروزه از آنها در لامپ‌های فلورسنت و اکثر لامپ‌های خلاء انتقال قدرت بالا استفاده می‌شود.
کاتدی که به‌طور غیرمستقیم گرم می‌شود :
در این نوع کاتد، فیلامنت کاتد نیست، بلکه یک کاتد دیگر را گرم می‌کند که متشکل از یک استوانه فلزی است که فیلامنت را احاطه کرده است و استوانه الکترون گسیل می‌کند. این نوع کاتدها در اکثر لامپ‌های خلاء کم توان استفاده می‌شوند. به عنوان مثال، در اکثر لامپ‌های خلاء، کاتد، یک لامپ نیکل است که با اکسیدهای فلزی پوشانده شده است. نیکل توسط یک رشته تنگستن گرم می‌شود و گرمای حاصل از رشته باعث می‌شود سطح بیرونی پوشش اکسیدی، الکترون گسیل کند. فیلامنت یک کاتد که به‌طور غیرمستقیم گرم می‌شود معمولاً هیتر یا گرمکن نامیده می‌شود.
دلیل اصلی استفاده از یک کاتد غیرمستقیم، جداسازی قسمت‌های دیگر لامپ خلاء از پتانسیل الکتریکی در سراسر رشته است که به لوله‌های خلاء اجازه می‌دهد تا از جریان متناوب برای گرم کردن فیلامنت استفاده کنند. در لوله‌ای که فیلامنت خود کاتد است، میدان الکتریکی متناوب از سطح رشته بر حرکت الکترون‌ها تأثیر می‌گذارد و نوعی صدا (هوم) را تولید می‌کند. همچنین به رشته‌های موجود در تمام لوله‌های یک دستگاه الکترونیکی اجازه می‌دهد تا به هم متصل شوند و از منبع جریان یکسانی تأمین شوند، حتی با وجود اینکه ممکن است کاتدهایی که آنها گرم می‌کنند در پتانسیل‌های متفاوتی باشند.

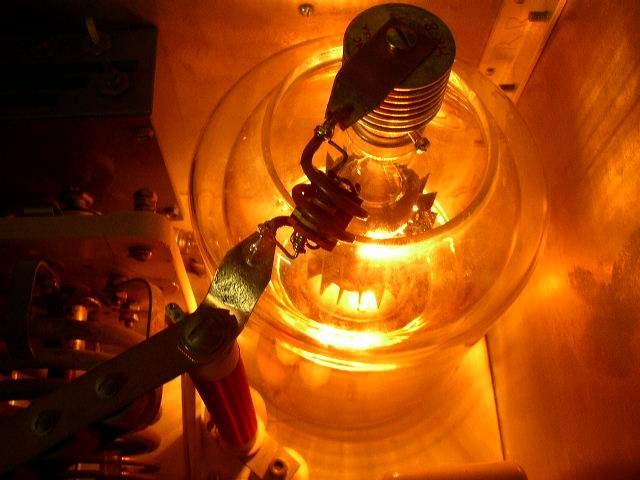
تابش از کاتدی که مستقیماً گرم شده است در یک لامپ تترود یک کیلوواتی Eimac 4-1000A موجود در یک فرستنده رادیویی. کاتدهایی که مستقیماً گرم می‌شوند در دماهای بالاتر عمل می‌کنند و تابش بیشتری تولید می‌کنند. کاتد در پشت سایر عناصر لامپ قرار دارد و مستقیماً قابل مشاهده نیست.

برای بهبود گسیل الکترون، کاتدها معمولاً با مواد شیمیایی یا ترکیبات فلزاتی که تابع کار کم دارند، پردازش می‌شوند. این ترکیبات یک لایه فلزی روی سطح تشکیل می‌دهند که الکترون‌های بیشتری گسیل می‌کنند. کاتدهای بهینه شده به مساحت سطح کمتر، دمای کمتر و توان کمتری برای تأمین جریان کاتد مشابه نیاز دارند. رشته‌های تنگستن توریم دار بهینه نشده در لوله‌های خلاء اولیه (موسوم به "گسیل‌کننده‌های درخشان‌") باید تا ۲۵۰۰ درجه فارنهایت گرم می‌شدند تا گسیل گرما یونی رخ دهد در حالی که کاتدهای پوشش داده شده مدرن، الکترون‌های بسیار بیشتری را در یک دمای معین تولید می‌کنند، بنابراین آنها فقط باید ۸۰۰ تا ۱۱۰۰ درجه فارنهایت گرم شوند.

## انواع

### کاتدهای پوشش‌داده‌شده با اکسید
متداول‌ترین نوع کاتدهای غیرمستقیم، کاتد پوشش داده شده با اکسید است که در آن سطح کاتدِ نیکلی، دارای پوششی از اکسید فلزهای قلیایی خاکی برای افزایش انتشار است. یکی از اولین مواد مورد استفاده برای این کار، اکسید باریم بود که بصورت یک لایه تک اتمی از باریم با تابع کار بسیار کم استفاده می‌شد. فرمولاسیون‌های مدرن تر از مخلوطی از اکسید باریم، اکسید استرانسیوم و اکسید کلسیم استفاده می کنند. یکی دیگر از فرمول‌های استاندارد شامل اکسید باریم، اکسید کلسیم و اکسید آلومینیوم با نسبت ۵:۳:۲ است. همچنین ممکن است از اکسید توریم استفاده شود. کاتدهای پوشش داده شده با اکسید، در دمای ۸۰۰–۱۰۰۰ درجه سانتی گراد عمل می‌کنند. آنها در اکثر لوله‌های خلاء شیشه‌ای کوچک استفاده می‌شوند، اما به ندرت در لوله‌های پرقدرت استفاده می‌شوند، زیرا این پوشش توسط یون‌های مثبتی که کاتد را بمباران می‌کنند، تخریب می‌شود و با ولتاژ بالا روی لامپ شتاب می‌گیرد.
برای سهولت در ساخت، کاتدهای پوشش داده شده با اکسید معمولاً با کربنات‌ها پوشیده می‌شوند و سپس با حرارت دادن، به اکسید تبدیل می‌شوند. خلوص مواد کاتدی برای طول عمر لامپ بسیار مهم است. مقدار باریم به‌طور قابل توجهی در لایه‌های سطحی کاتدهای اکسیدی تا عمق چند ده نانومتری پس از فرایند فعال‌سازی کاتد افزایش می‌یابد. طول عمر کاتدهای اکسید را می‌توان با یک تابع نمایی کشیده محاسبه کرد.
اکسید باریم با مقدار کمی از سیلیکون در فلز زیرین واکنش داده و لایه سیلیکات باریم (Ba 2 SiO 4) را تشکیل می‌دهد. این لایه به ویژه تحت جریان مستقیم ناپیوسته، دارای مقاومت الکتریکی بالایی است و به عنوان یک مقاومت سری همراه با کاتد عمل می‌کند. این خاصیت به ویژه برای لامپ‌های مورد استفاده در کاربردهای کامپیوتری نامطلوب است، جایی که آنها می‌توانند بدون جریان الکتریکی برای مدت زمان طولانی باقی بمانند.
همچنین باریم از کاتد گرم شده تصعید می‌شود و در ساختارهای مجاور رسوب می‌کند. در لامپ‌های الکترونی، جایی که شبکه در معرض دماهای بالا قرار دارد و آلودگی باریم ، انتشار الکترون را از شبکه اش را تسهیل می‌کند، نسبت بیشتری از کلسیم به مخلوط پوشش اضافه می‌شود (تا ۲۰٪ کربنات کلسیم).

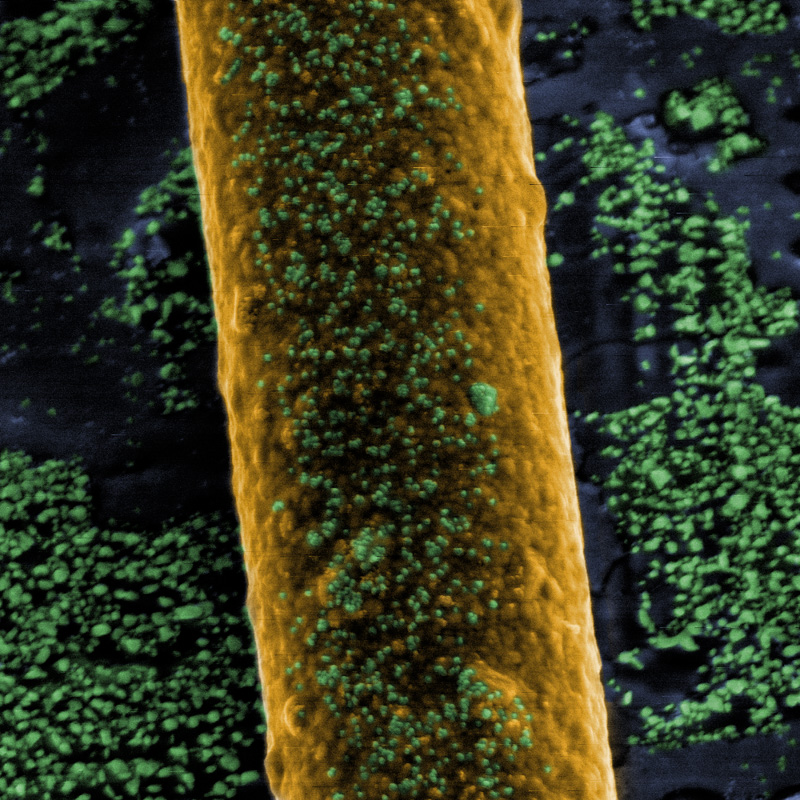
تصویر SEM از پشتیبانی G1 و سیم G1، از یک پنتود به شدت استفاده شده که آلودگی اکسید باریم (سبز) منتشر شده از کاتد را نشان می‌دهد.

### کاتدهای بورید

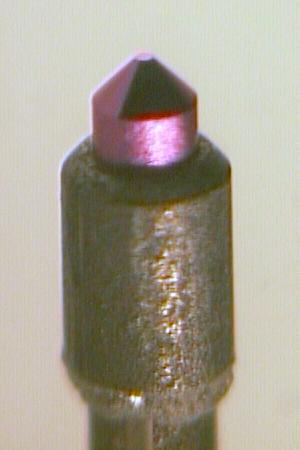
کاتد داغ هگزابورید لانتانیم

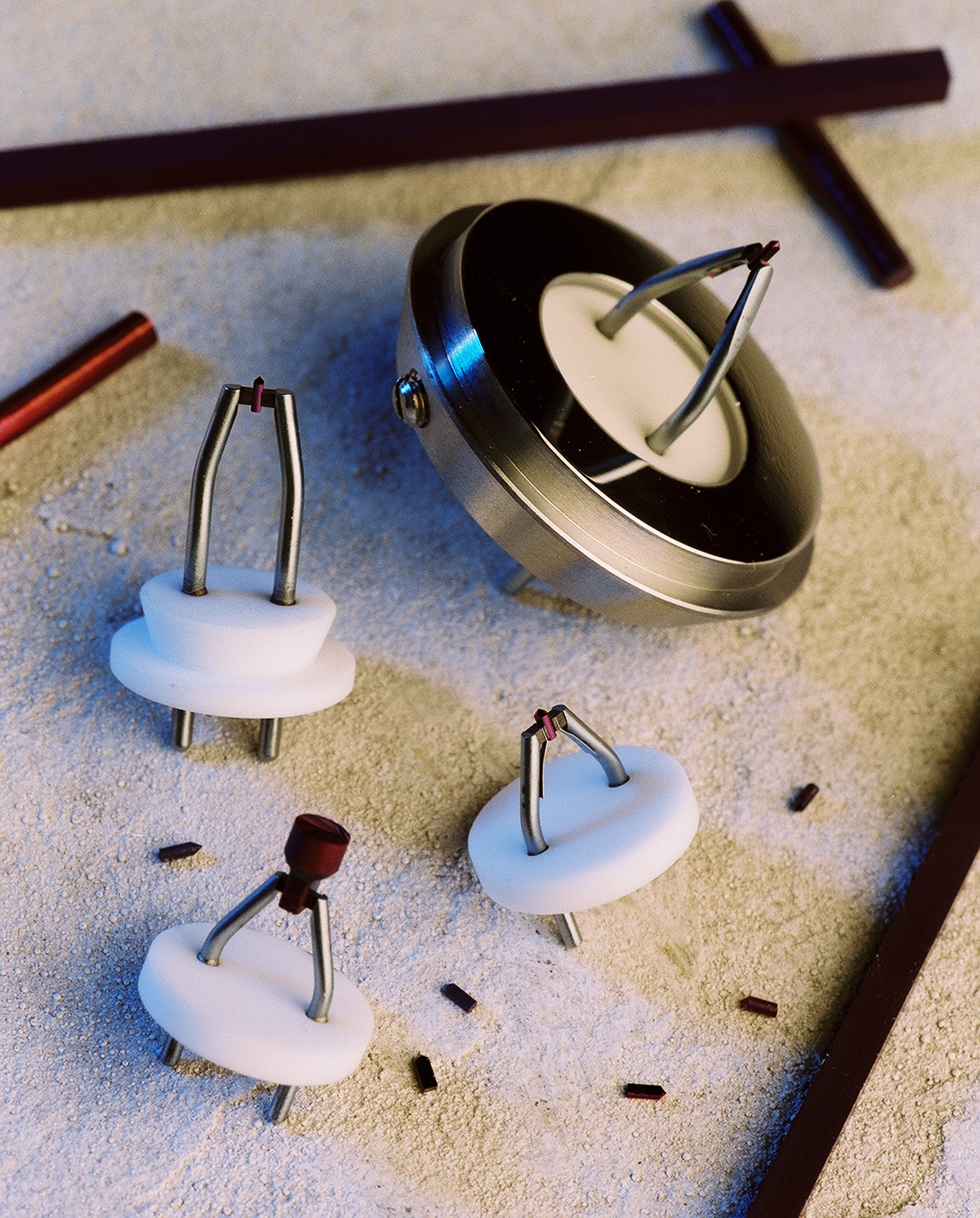
کاتدهای داغ هگزابورید لانتانیم

هگزابورید لانتانیم (LaB 6) و هگزا بورید سریم (CeB 6) به عنوان پوشش برخی از کاتدهای با جریان بالا استفاده می‌شود. هگزابوریدها تابع کار کم، حدود ۲٫۵ eV دارند. آنها همچنین در برابر مسمومیت مقاوم هستند. کاتدهای سریم بورید نرخ تبخیر کمتری را در ۱۷۰۰ کلوین نسبت به لانتانیم بورید نشان می‌دهند، اما در ۱۸۵۰ کلوین و بالاتر برابر می‌شود. کاتدهای سریم بورید یک و نیم برابر لانتانیم بورید طول عمر دارند، زیرا مقاومت بیشتری در برابر آلودگی کربن دارند. کاتدهای بورید حدود ده برابر کاتدهای تنگستن درخشان تر هستند و ۱۰ تا ۱۵ برابر طول عمر بیشتری دارند. عنوان مثال آن‌ها در میکروسکوپ‌های الکترونی، لامپ‌های مایکروویوی، طرح نگار الکترونی، جوشکاری با پرتو الکترونی، لامپ اشعه ایکس، و لیزرهای الکترون آزاد استفاده می‌شوند. اگرچه، این مواد معمولاً گران هستند.
هگزابوریدهای دیگر نیز می‌توانند مورد استفاده قرار گیرند. به عنوان مثال می‌توان به هگزابورید کلسیم، هگزابورید استرانسیم، هگزابورید باریم، هگزابورید ایتریوم، هگزابورید گادولینیوم، هگزابورید ساماریوم و هگزابورید توریم اشاره کرد.

### رشته‌های توریم‌دار
یک نوع متداول کاتد که مستقیماً گرم می‌شود و در اکثر لامپ‌های انتقال توان بالا استفاده می‌شود، رشته تنگستن توریم دار است که در سال ۱۹۱۴ کشف شد و توسط ایروینگ لانگمویر در سال ۱۹۲۳ به‌طور عملی مورد استفاده قرار گرفت. مقدار کمی توریم به تنگستن فیلامنت اضافه می‌شود. فیلامنت در دمای حدود ۲۴۰۰ درجه سانتی گراد گرم می‌شود و اتم‌های توریم به سمت سطح رشته جابه‌جا شده و لایه تابشی را تشکیل می‌دهند. حرارت دادن فیلامنت در اتمسفر هیدروکربنی سطح را کربوره کرده و لایه تابشی را تثبیت می‌کند. رشته‌های توریم دار می‌توانند طول عمر بسیار طولانی داشته باشند و در برابر بمباران یونی که در ولتاژهای بالا رخ می‌دهد مقاوم هستند، زیرا توریم تازه به‌طور مداوم به سطح نفوذ می‌کند و لایه را تجدید می‌کند. این رشته‌ها تقریباً در تمام لوله‌های خلاء پرقدرت در فرستنده‌های رادیویی و در برخی از لوله‌ها برای تقویت‌کننده‌های Hi-Fi استفاده می‌شوند. طول عمر آنها بیشتر از عمر کاتدهای اکسید است.

#### جایگزین‌های توریوم
با توجه به نگرانی‌ها در مورد رادیواکتیویته و سمی بودن توریم، تلاش‌هایی برای یافتن جایگزین انجام شده است. یکی از آنها تنگستن زیرکونیم است که به جای دی‌اکسید توریم از دی اکسید زیرکونیوم استفاده می‌شود. سایر مواد جایگزین اکسید لانتانیم (III)، اکسید ایتریم (III)، اکسید سریم (IV) و مخلوط‌های آنها هستند.

### مواد دیگر
علاوه بر اکسیدها و بوریدهای ذکر شده، می‌توان از مواد دیگری نیز استفاده کرد مثل کاربیدها و بوریدهای فلزات واسطه. به عنوان مثال کاربید زیرکونیوم، کاربید هافنیوم، کاربید تانتالم، دی‌بورید هافنیم و مخلوط‌های آنها. فلزات از گروه سیزده (اسکاندیم، ایتریم، و برخی لانتانیدها، اغلب گادولینیوم و ساماریوم) و فلزات گروه چهارده (هافنیوم، زیرکونیوم، تیتانیوم) معمولاً استفاده می‌شوند.
علاوه بر تنگستن، فلزات و آلیاژهای نسوز دیگر مانند تانتالیوم، مولیبدن و رنیوم و آلیاژهای آنها را می‌توان استفاده کرد.
یک لایه مانع از مواد دیگر را می‌توان بین فلز پایه و لایه انتشار قرار داد تا از واکنش شیمیایی بین آنها جلوگیری کند. این ماده باید در برابر دماهای بالا مقاوم باشد، نقطه ذوب بالا و فشار بخار بسیار کم داشته باشد و رسانای الکتریکی باشد. مواد مورد استفاده می‌تواند به عنوان مثال دیبورید تانتالیوم، دی بورید تیتانیوم، دی بورید زیرکونیوم، دی بورید نیوبیم، کاربید تانتالوم، کاربید زیرکونیوم، نیترید تانتالیوم، و نیترید زیرکونیوم باشد.

## گرمکن کاتدی
گرمکن کاتدی یک رشته سیم گرم شده است که برای گرم کردن کاتد در یک لامپ خلاء یا لامپ پرتو کاتدی استفاده می‌شود. عنصر کاتد باید به دمای مورد نیاز برسد تا این لامپ‌ها به درستی کار کنند. به همین دلیل است که وسایل الکترونیکی قدیمی اغلب پس از روشن شدن به مدتی برای «گرم شدن» نیاز داشتند. این پدیده را هنوز می‌توان در لامپ‌های پرتو کاتدی برخی از تلویزیون‌های مدرن و مانیتورهای کامپیوتر مشاهده کرد. کاتد تا دمایی گرم می‌شود که باعث شود الکترون‌ها از سطح آن به خلاء پرتاب شوند که به این فرایند گسیل گرمایونی می‌گویند. دمای مورد نیاز برای کاتدهای مدرن با پوشش اکسید حدود ۸۰۰–۱٬۰۰۰ درجه سلسیوس (۱٬۴۷۰–۱٬۸۳۰ درجه فارنهایت) است.
کاتد معمولاً به شکل یک استوانه فلزی باریک و بلند در مرکز لامپ قرار دارد. گرمکن از یک سیم ظریف تشکیل شده است که از یک آلیاژ فلزی با مقاومت بالا مانند نیکروم ساخته شده است. (شبیه به المنت حرارتی در یک توستر اما ظریف تر). این گرمکن داخل کاتد کار می‌کند و اغلب روی پایه‌های عایق کوچک پیچیده می‌شود تا سطح کافی برای تولید گرمای مورد نیاز را ایجاد کند. گرمکن‌های معمولی دارای پوشش سرامیکی روی سیم هستند. در جایی که گرمکن در انتهای پوشش کاتد خم می‌شود، سیم در معرض دید قرار می‌گیرد. انتهای سیم به صورت الکتریکی به دو تا از چندین پین بیرون زده از انتهای لامپ متصل می‌شود. هنگامی که جریان از سیم عبور می‌کند سیم قرمزرنگ و داغ می‌شود و گرمای تابشی به سطح داخلی کاتد برخورد می‌کند و آن را گرم می‌کند. درخشش قرمز یا نارنجی که از لامپ‌های خلاء در حال کار دیده می‌شود توسط گرمکن تولید می‌شود.
فضای زیادی در کاتد وجود ندارد و کاتد اغلب با تماس به سیم گرمکن ساخته می‌شود. داخل کاتد با پوششی از آلومینا (اکسید آلومینیوم) عایق شده است. آلومینا عایقی ایده‌آل در دماهای بالا نیست، بنابراین لامپ‌ها دارای درجه‌بندی ولتاژ حداکثری بین کاتد و گرمکن هستند که معمولاً فقط ۲۰۰ تا ۳۰۰ ولت است.
گرمکن‌ها به یک منبع برق با ولتاژ پایین و جریان بالا نیاز دارند. لامپ‌های دریافتی کوچک برای استفاده از تجهیزات خطی، بین ۰٫۵ تا ۴ وات توان برای گرمکن استفاده می‌کنند. لامپ‌های با توان بالا مانند یکسو کننده‌ها یا لامپ‌های خروجی ۱۰ تا ۲۰ وات مصرف می‌کنند و فرستنده‌های رادیویی ممکن است برای گرم کردن کاتد به یک کیلووات یا بیشتر توان نیاز داشته باشند. ولتاژ مورد نیاز معمولاً ۵ یا ۶ ولت AC است. این ولتاژ توسط یک «سیم پیچ گرمکن» جداگانه روی ترانسفورماتور منبع تغذیه دستگاه تأمین می‌شود که ولتاژهای بالاتر مورد نیاز صفحات لامپ‌ها و سایر الکترودها را نیز تأمین می‌کند. یکی از روش‌های مورد استفاده در گیرنده‌های رادیویی و تلویزیونی بدون ترانسفورماتور مانند All American Five، اتصال تمام گرمکن‌های لوله‌ای به صورت سری در سراسر خط عرضه است. از آنجایی که همه گرمکن‌ها با جریان یکسانی سنجیده می‌شوند، ولتاژ آن‌ها با توجه به رتبه‌بندی گرمکن شان مشترک است.
مجموعه‌های رادیویی که با باتری کار می‌کنند، از جریان مستقیم برای گرمکن‌ها استفاده می‌کنند، و لوله‌های در نظر گرفته شده برای مجموعه باتری‌ها به گونه‌ای طراحی شده‌اند که در صورت لزوم از توان رشته‌ای کمتری استفاده کنند تا در تعویض باتری صرفه‌جویی شود. مدل‌های نهایی گیرنده‌های رادیویی با لوله‌های مینیاتوری که کمتر از ۵۰ میلی‌آمپر برای گرمکن‌ها استفاده می‌کردند، ساخته شدند، اما این مدل‌ها تقریباً همزمان با ترانزیستورهایی که جایگزین آن‌ها شدند، توسعه یافتند.
در جایی که نشتی یا میدان‌های پراکنده از مدار گرمکن می‌تواند به‌طور بالقوه به کاتد جفت شود، گاهی اوقات جریان مستقیم برای برق گرمکن استفاده می‌شود. این روش نویزها را در مدارهای حساس صوتی حذف می‌کند.
اکثر توان مورد نیاز برای کار با لامپ‌های کم توان توسط گرمکن‌ها مصرف می‌شود. ترانزیستورها نیاز به این مقدار از توان ندارند، که اغلب یک مزیت بزرگ است.

## حالت‌های شکست
لایه‌های تابشی روی کاتدهای پوشش داده شده با گذشت زمان به کندی تخریب می‌شوند و زمانی که کاتد به جریان بسیار بالا وصل می‌شود، سریعتر تخریب می‌شود. نتیجه این روند، کاهش انتشار و کاهش قدرت لامپ‌ها و در CRTها، کاهش روشنایی است.
الکترودهای فعال شده می‌توانند در اثر تماس با اکسیژن یا سایر مواد شیمیایی (مانند آلومینیوم یا سیلیکات) از بین بروند، یا به صورت گازهای باقیمانده وجود داشته باشند و از طریق نشتی وارد لامپ شوند. این فرایند به عنوان مسمومیت کاتدی شناخته می‌شود. به همین دلیل، برای رایانه‌های Whirlwind اولیه، لوله‌هایی با قابلیت اطمینان بالا با رشته‌هایی عاری از سیلیکون باید ساخته می‌شد.
تخریب آهسته لایه تابشی و سوختن و قطع ناگهانی فیلامنت ، دو حالت اصلی خرابی لامپ‌های خلاء هستند.

## مشخصات کاتد داغ لامپ انتقال[۱۱]
| مواد             | دمای کاری | بازدهی گسیل        | گسیل ویژه   |
| ---------------- | --------- | ------------------ | ----------- |
| تنگستن           | 2500 K    | ۵ میلی‌آمپر / وات   | 500 mA/cm 2 |
| تنگستن توریم دار | 2000 k    | ۱۰۰ میلی‌آمپر / وات | 5 A/cm 2    |
| پوشش اکسید       | 1000 K    | ۵۰۰ میلی‌آمپر / وات | 10 A/cm 2   |
| باریم آلومینات   | 1300 K    | ۴۰۰ میلی‌آمپر / وات | 4 A/cm 2    |